# Матулёнис, Освальдас
Освальдас Матулёнис (лит. Osvaldas Matulionis; 19 августа 1991, Вильнюс) — литовский профессиональный баскетболист, играет на позиции лёгкого форварда. Выступает за баскетбольный клуб «Фуэнлабрада».

## Профессиональная карьера

### Клубная
Начинал выступления в молодёжной команде «Летувос Ритас», за которую играл с 2007 по 2009 год. С 2009 года выступает на профессиональном уровне. Первым клубом, подписавшим молодого игрока, стал литовский «Айшчяй». После нескольких лет выступлений в чемпионате Литвы и Эстонии в 2013 году перешёл в клуб второго испанского дивизиона «Форса Льейда». Через два года согласовал условия перехода в другой испанский клуб «Бреоган».
20 сентября 2016 года подписал краткосрочный контракт с «Обрадойро» и дебютировал в высшем испанском дивизионе.
13 ноября 2017 года Матулёнис перешёл в бразильский клуб «Бауру».
19 июля 2018 года игрок присоединился к испанскому клубу «Бильбао», представляющему вторую лигу чемпионата Испании.

### Международная
В составе юниорской сборной Литвы (U-16) завоевал бронзовую медаль на чемпионате Европы по баскетболу в Греции в 2007 году.

## Достижения
Литкабелис :
- Обладатель кубка Балтийской баскетбольной лиги : 2011-12

 Литва (U-16) :
- Бронзовый призёр чемпионата Европы по баскетболу среди юниоров (U-16) : 2007